# Classificazione sismica dell'Italia
La classificazione sismica dell'Italia è la suddivisione del territorio della Repubblica Italiana in specifiche aree, caratterizzate da un comune rischio sismico.
Attualmente la classificazione sismica del territorio italiano in zone è rimasta esclusivamente per aspetti statistici e amministrativi. Con la normativa  entrata in vigore nel 2009 (NTC08), all'indomani del terremoto che interessò la città dell'Aquila, ai fini della progettazione antisismica, si usa una nuova metodologia di calcolo basata su un approccio statistico puntiforme. Ogni punto del territorio italiano è caratterizzato da un preciso valore di accelerazione al suolo (PGA o Accelerazione di picco al suolo) in funzione di un tempo di ritorno (ossia un valore probabilistico).

## Classificazione sismica in Italia
Il primo tentativo di classificazione sismica del territorio italiano risale agli anni '10 e '20 del secolo scorso, all'indomani dei sismi del 1908 e del 1915. La classificazione dell'epoca era svolta semplicemente "inseguendo i terremoti", ossia venivano dichiarate zone sismiche quelle località colpite da terremoti. Inizialmente non si parlava ancora di categorie e solo successivamente nacque la suddivisione in I e II categoria. In ogni caso i valori assegnati alle zone sismiche erano diversi da quelli in vigore nel D.M. 1996 in quanto i materiali dell'epoca aveva prestazioni differenti dai materiali moderni. I D.M. del periodo sono definiti come "norme antisismiche di prima generazione".
Il sisma era considerato solo come una forza statica da applicare ad ogni piano calcolata come aliquota del peso della struttura, trascurando ogni aspetto dinamico, che sarà introdotto solo successivamente alla Legge 5 novembre 1971, n. 1086 «Norme per la disciplina delle opere in conglomerato cementizio, normale e precompresso ed a struttura metallica» e la Legge 2 febbraio 1974, n. 64 «Provvedimenti per le costruzioni con particolari prescrizioni per le zone sismiche» (Gazzetta Ufficiale 21 marzo 1974 n. 76).
Il D.M. 3 Marzo 1975 fornisce le prescrizioni  per le costruzioni in zona sismica ed introduce la possibilità dell'analisi dinamica. Da notare che un'impostazione simile è rimasta con poche differenze fino all'introduzione delle "norme di terza generazione" ossia la norma N.T.C. 08, la quale abolisce la classificazione  comunale in zone sismiche ai fini della progettazione ed introduce un calcolo della forzante sismica a livello di nodi.
Il D.M. LL.PP. del 19 marzo 1982, classificava in modo molto generico il territorio nazionale in aree a basso e ad alto rischio sismico.
Con l'ordinanza P.C.M. n. 3274 del 20 marzo 2003, emanata in seguito all'onda emotiva dovuta al terremoto del Molise del 2002, aggiornata al 16/01/2006 con le indicazioni delle regioni, venivano delegati gli enti locali a effettuare la classificazione sismica di ogni singolo comune, al fine di prevenire eventuali situazioni di danni a edifici e persone a seguito di un eventuale terremoto.

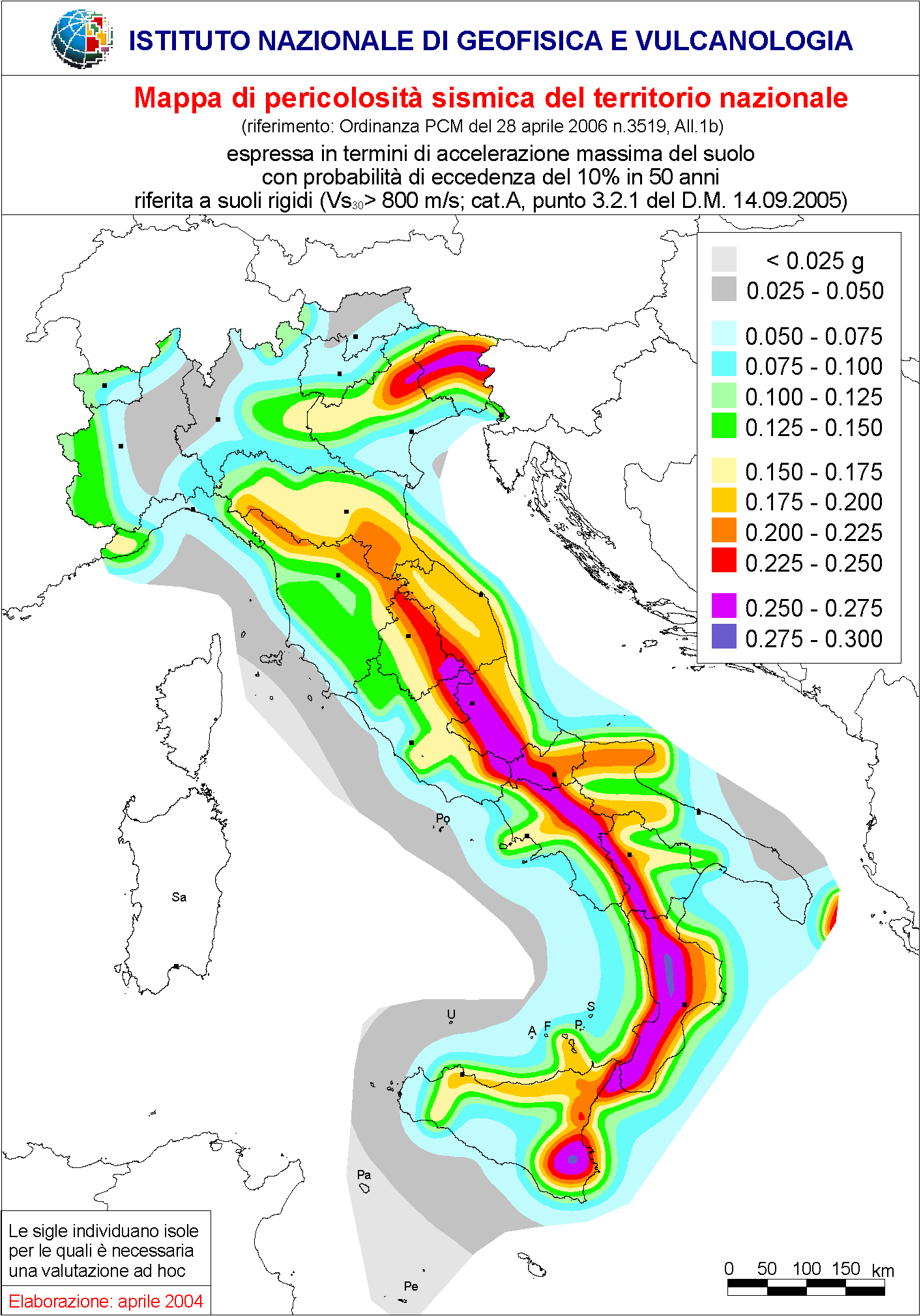
Carta della pericolosità sismica del territorio italiano, elaborata dall'Istituto Nazionale di Geofisica e Vulcanologia (2004). La pericolosità sismica è espressa in termini di PGA (Peak Ground Acceleration). Stucchi M., Meletti C., Montaldo V., Akinci A., Faccioli E., Gasperini P., Malagnini L., Valensise G. (2004) - INGV

Secondo il provvedimento del 2003, tutti i comuni italiani sono stati classificati in 4 categorie principali, indicative del loro rischio sismico, calcolato in base alla PGA (Peak Ground Acceleration, cioè il picco di accelerazione al suolo) e per frequenza e intensità degli eventi, inoltre la classificazione dei comuni è in continuo aggiornamento man mano che vengono effettuati nuovi studi territoriali dalla regione di appartenenza o per variazioni statistiche significative nel lungo periodo:
- Zona 1: sismicità alta (PGA oltre 0,25 g), comprende 708 comuni.
- Zona 2: sismicità medio-alta (PGA fra 0,15 e 0,25 g), comprende 2.345 comuni (in Toscana ed in Piemonte alcuni comuni sono classificati in Zona 3S, sismicità media, che prevede obbligo di calcolo dell'azione sismica identica alla Zona 2).
- Zona 3: sismicità medio-bassa (PGA fra 0,05 e 0,15 g), comprende 1.560 comuni.
- Zona 4: sismicità bassa (PGA inferiore a 0,05 g), comprende 3.488 comuni.

Tra queste, la Zona 1 è quella di pericolosità più elevata, potendosi verificare eventi molto forti, anche di tipo catastrofico. A rischio risulta anche la Zona 2 (e Zona 3S della Toscana e del Piemonte), dove gli eventi sismici, seppur di minore intensità, possono creare rilevanti danni. La Zona 3 è caratterizzata da una bassa sismicità, che però in particolari contesti geologici può vedere amplificati i propri effetti, come per il terremoto di Tuscania del 1971 (tale comune è classificato in tale zona). Infine, la Zona 4 è quella che nell'intero territorio nazionale presenta il minor rischio sismico, essendo possibili scosse lievi e sporadiche, con bassa possibilità di arrecare danni.
La normativa precedente sulle costruzioni in zona sismica (D.M. LL.PP. 16 gennaio 1996) suddivideva il territorio nazionale nelle seguenti zone sismiche:
- zona di I categoria (S=12)
- zona di II categoria (S=9)
- zona di III categoria (S=6)
- zona non classificata.

A seconda delle zone la normativa forniva un parametro S che, in base ad una formula, forniva un coefficiente da moltiplicare per il peso della struttura. Questo valore veniva poi ripartito ad ogni piano dell'edificio e, se l'edificio era realizzato con un telaio in cemento armato, ad ogni telaio con metodi ed ipotesi noti in letteratura. Il risultato era una forza orizzontale da applicare ai nodi trave-pilastro. La risoluzione del telaio (piano o spaziale a seconda delle ipotesi) così definito fornisce i valori di sollecitazione. Utilizzando lo spirito del metodo di calcolo maggiormente utilizzato nel 1996 (tensioni ammissibili) occorreva verificare che le tensioni fossero inferiori a dei valori fissati dalla normativa. Le ipotesi di calcolo  erano limitate al campo elastico.
Il D.M. 14 gennaio 2008 (Norme Tecniche per le Costruzioni) ha introdotto una nuova metodologia per definire la pericolosità sismica di un sito e, conseguentemente, le azioni sismiche di progetto per le nuove costruzioni e per gli interventi sulle costruzioni esistenti. Il territorio nazionale è stato suddiviso mediante una maglia di punti notevoli, al passo di 10 km, per ognuno dei quali sono noti i parametri necessari alla costruzione degli spettri di risposta per i diversi stati limite di riferimento (tra i quali, la già citata PGA). Mediante un procedimento di interpolazione tra i dati relativi ai quattro punti del reticolo più vicini al sito in esame, è possibile risalire alle caratteristiche spettrali specifici del sito stesso, necessari come dati di input per la progettazione strutturale.
Tra le critiche avanzate rispetto alla metodologia descritta, si evidenziano le seguenti:
- eccessiva complessità del metodo, rispetto alla modellazione di un fenomeno che, oggi, è caratterizzata da un elevato grado di aleatorietà e convenzionalità;
- possibili incongruenze tra la "vecchia" classificazione (O.P.C.M. 3274), tuttora vigente ai fini amministrativi, e la nuova metodologia di calcolo dell'azione sismica. Ad esempio, in alcuni comuni precedentemente classificati in zona 4, la PGA calcolata secondo il D.M. 14 gennaio 2008 supera 0,05 g.

In tutto il territorio nazionale vige l'obbligo di progettare le nuove costruzioni e intervenire sulle esistenti con il metodo di calcolo semiprobabilistico agli stati limite e tenendo conto dell'azione sismica. Limitatamente alle costruzioni ordinarie presenti nei siti ricadenti in zona 4, per le costruzioni di tipo 1 e 2 e di classe d'uso I e II, la norma consente l'utilizzo della "vecchia" metodologia di calcolo alle tensioni ammissibili di cui al D.M. 16 gennaio 1996, ma obbliga comunque a tenere conto dell'azione sismica con l'assunzione di un grado di sismicità convenzionale S=5.
L'entrate in vigore della revisione della norma NTC08, nel 2018, segna il definitivo abbandono della metodologia delle tensioni ammissibili: dal 22/03/2018, con l'entrata in vigore delle NTC18 non sarà più possibile utilizzare questa metodologia, neanche per le ex-zone 4, a favore del metodo semiprobabilistico agli Stati Limite.
Inoltre nella norma NTC2018 sparisce ogni riferimento alla classificazione in zone sismiche, un refuso di stampa contenuto nelle NTC08 che contrastava fortemente con la metodologia della norma e con il calcolo a nodi degli scuotimenti attesi. Quanto detto era stato oggetto di critiche come enunciato nei paragrafi precedenti.
La classificazione in zone sismiche, tuttavia, resta comunque utilizzata per fini amministrativi e per l’applicazione del Sismabonus.

## Distretti sismici in Italia
Il territorio italiano è diviso convenzionalmente in distretti sismici (terrestri o marini), zone sismogenetiche definite da una specifica denominazione utile a localizzare l'area in cui si verifica l'epicentro di un terremoto.
Dal 1996 al 2012, la Rete Sismica Marchigiana ha registrato 68.208 eventi nell'Italia centro-orientale, di cui 4.500 sono stati attribuiti ad un'origine non tettonica.